# Сакамаш (Хунедоара)
Сакамаш (рум. Săcămaș) насеље је у Румунији у округу Хунедоара у општини Илија. Oпштина се налази на надморској висини од 184 m.
Према државном шематизму православног клира Угарске 1846. године у месту "Саламас" било је 40 породица, са придодатих 55 филијарних из "Шташтешд Охаба". Православни парох је био поп Петар Поповић.

## Становништво
Према подацима из 2002. године у насељу је живело 226 становника, од којих су сви румунске националности.